# Texas Rangers (filme)
Texas Rangers é um filme estadunidense de 2001 do gênero Western, dirigido por Steve Miner. Embora o filme, que fala sobre os Texas Rangers e a sua reformulação após a Guerra Civil Americana, tenha sido realizado em 1999, só foi lançado em 2001.
O roteiro se baseia vagamente nas atividades de Leander H. McNelly e a Força Especial dos Texas Rangers, mas há liberdades com os registros históricos. McNelly é mostrado doente (tuberculose) durante a ação, quando na vida real ele se aposentou dos Rangers um ano antes; King Fisher não foi morto pelos Rangers, mas fez um acordo com eles.

## Elenco
| Ator               | Personagem              |
| ------------------ | ----------------------- |
| James Van Der Beek | Lincoln Rogers Dunnison |
| Rachael Leigh Cook | Caroline Dukes          |
| Ashton Kutcher     | George Durham           |
| Dylan McDermott    | Leander McNelly         |
| Usher Raymond      | Randolph Douglas Scipio |
| Tom Skerritt       | Richard Dukes           |
| Randy Travis       | Frank Bones             |
| Alfred Molina      | John King Fisher        |
| Billy Morton       | Abajo                   |
| Kate Newby         | Henrietta Dukes         |
| Robert Patrick     | Sgt. John Armstrong     |
| Gordon Michaels    | Guarda Mariachi         |

## Sinopse
Em 1875, com o exército americano ocupado em lutar contra os índios, o governador do Texas pede ao veterano da Guerra Civil Leander McNelly para reorganizar o grupo policial dos Rangers que ele criara antes da guerra. Seu objetivo é patrulhar a fronteira do estado com o México, frequentemente invadido por bandoleiros daquele país. Com alguns poucos veteranos da guerra (Frank Bones, John Armstrong) e muitos jovens recrutados, a maioria sem experiência com armas ou repressão a crimes, eles perseguem o primeiro alvo: John King Fisher, que rouba gado, mata os rancheiros e foge para o México, com o apoio do exército de lá.
McNelly descobre que o líder bandoleiro é extremamente violento e repleto de truques e tende a reagir com igual violência, mas o novato recruta Dunnison o convence a se conter dentro dos limites da Justiça.